# Amore tra le righe
Amore tra le righe (Kissing a Fool) è un film statunitense del 1998 diretto da Doug Ellin.